# Eiskunstlauf-Weltmeisterschaften 1990
Die 80. Eiskunstlauf-Weltmeisterschaften fanden vom 6. bis 11. März 1990 im Metro Centre in der kanadischen Stadt Halifax statt.

## Ergebnis

### Herren
| Platz              | Sportler                 | Land                   |
| ------------------ | ------------------------ | ---------------------- |
| 1                  | Kurt Browning            | Kanada                 |
| 2                  | Wiktor Petrenko          | Sowjetunion            |
| 3                  | Christopher Bowman       | Vereinigte Staaten     |
| 4                  | Grzegorz Filipowski      | Polen                  |
| 5                  | Todd Eldredge            | Vereinigte Staaten     |
| 6                  | Petr Barna               | Tschechoslowakei       |
| 7                  | Richard Zander           | BR Deutschland         |
| 8                  | Wjatscheslaw Sahorodnjuk | Sowjetunion            |
| 9                  | Elvis Stojko             | Kanada                 |
| 10                 | Paul Wylie               | Vereinigte Staaten     |
| 11                 | Michael Slipchuk         | Kanada                 |
| 12                 | Cameron Medhurst         | Australien             |
| 13                 | Oliver Höner             | Schweiz                |
| 14                 | Philippe Candeloro       | Frankreich             |
| 15                 | Jung Sung-il             | Südkorea               |
| 16                 | Alessandro Riccitelli    | Italien                |
| 17                 | András Száraz            | Ungarn                 |
| 18                 | Steven Cousins           | Vereinigtes Königreich |
| 19                 | Ralf Burghart            | Österreich             |
| 20                 | Oula Jaaskelainen        | Finnland               |
| Kür nicht erreicht |                          |                        |
| 21                 | Mirko Eichhorn           | DDR                    |
| 22                 | Peter Johansson          | Schweden               |
| 23                 | Lars Dresler             | Dänemark               |
| 24                 | Tatsuya Fujii            | Japan                  |
| 25                 | Jan Erik Digernes        | Norwegen               |
| 26                 | Cornel Gheorghe          | Rumänien               |
| 27                 | Alcuin Schulten          | Niederlande            |
| 28                 | David Liu                | Chinesisch Taipeh      |
| 29                 | Stephen Carr             | Australien             |
| 30                 | Alexandre Geers          | Belgien                |
| 31                 | Alexander Mladenow       | Bulgarien              |

### Damen
| Platz                       | Sportlerin          | Land                   |
| --------------------------- | ------------------- | ---------------------- |
| 1                           | Jill Trenary        | Vereinigte Staaten     |
| 2                           | Midori Itō          | Japan                  |
| 3                           | Holly Cook          | Vereinigte Staaten     |
| 4                           | Kristi Yamaguchi    | Vereinigte Staaten     |
| 5                           | Natalja Lebedewa    | Sowjetunion            |
| 6                           | Lisa Sargeant       | Kanada                 |
| 7                           | Patricia Neske      | BR Deutschland         |
| 8                           | Evelyn Großmann     | DDR                    |
| 9                           | Surya Bonaly        | Frankreich             |
| 10                          | Marina Kielmann     | BR Deutschland         |
| 11                          | Tamara Téglássy     | Ungarn                 |
| 12                          | Junko Yaginuma      | Japan                  |
| 13                          | Beatrice Gelmini    | Italien                |
| 14                          | Yuka Satō           | Japan                  |
| 15                          | Tanja Krienke       | DDR                    |
| 16                          | Sabine Contini      | Italien                |
| 17                          | Lily-Lyoonjung Lee  | Südkorea               |
| 18                          | Željka Čižmešija    | Jugoslawien            |
| 19                          | Helene Persson      | Schweden               |
| 20                          | Anisette Torp-Lind  | Dänemark               |
| Kurzprogramm nicht erreicht |                     |                        |
| 21                          | Laetitia Hubert     | Frankreich             |
| 22                          | Emma Murdoch        | Vereinigtes Königreich |
| 23                          | Mirjam Wehrli       | Schweiz                |
| 24                          | Marcela Kochollová  | Tschechoslowakei       |
| 25                          | Nathalie Crothers   | Australien             |
| 26                          | Mari Niskanen       | Finnland               |
| 27                          | Milena Marinowitsch | Bulgarien              |
| 28                          | Sandrine Goes       | Belgien                |
| 29                          | Diana Marcos        | Mexiko                 |

### Paare
| Platz | Sportler                                | Land                   |
| ----- | --------------------------------------- | ---------------------- |
| 1     | Jekaterina Gordejewa / Sergei Grinkow   | Sowjetunion            |
| 2     | Isabelle Brasseur / Lloyd Eisler        | Kanada                 |
| 3     | Natalja Mischkutjonok / Artur Dmitrijew | Sowjetunion            |
| 4     | Larissa Selesnjowa / Oleg Makarow       | Sowjetunion            |
| 5     | Kristi Yamaguchi / Rudy Galindo         | Vereinigte Staaten     |
| 6     | Christine Hough / Doug Ladret           | Kanada                 |
| 7     | Mandy Wötzel / Axel Rauschenbach        | DDR                    |
| 8     | Radka Kovaříková / René Novotný         | Tschechoslowakei       |
| 9     | Cindy Landry / Lyndon Johnston          | Kanada                 |
| 10    | Peggy Schwarz / Alexander König         | DDR                    |
| 11    | Natasha Kuchiki / Todd Sand             | Vereinigte Staaten     |
| 12    | Anuschka Gläser / Stefan Pfrengle       | BR Deutschland         |
| 13    | Sharon Carz / Doug Williams             | Vereinigte Staaten     |
| 14    | Henriette Wörner / Andreas Sigurdsson   | BR Deutschland         |
| 15    | Catherine Barker / Michael Aldred       | Vereinigtes Königreich |
| 16    | Danielle Carr / Stephen Carr            | Australien             |

### Eistanz
| Platz              | Sportler                                    | Land                   |
| ------------------ | ------------------------------------------- | ---------------------- |
| 1                  | Marina Klimowa / Sergei Ponomarenko         | Sowjetunion            |
| 2                  | Isabelle Duchesnay / Paul Duchesnay         | Frankreich             |
| 3                  | Maja Ussowa / Alexander Schulin             | Sowjetunion            |
| 4                  | Susan Wynne / Joseph Druar                  | Vereinigte Staaten     |
| 5                  | Oxana Grischtschuk / Jewgeni Platow         | Sowjetunion            |
| 6                  | Susanna Rahkamo / Petri Kokko               | Finnland               |
| 7                  | Jo-Anne Borlase / Martin Smith              | Kanada                 |
| 8                  | April Sargent / Russ Witherby               | Vereinigte Staaten     |
| 9                  | Michelle McDonald / Mark Mitchell           | Kanada                 |
| 10                 | Stefania Calegari / Pasquale Camerlengo     | Italien                |
| 11                 | Ivana Střondalová / Milan Brzý              | Tschechoslowakei       |
| 12                 | Isabelle Sarech / Xavier Debernis           | Frankreich             |
| 13                 | Małgorzata Grajcar / Andrzej Dostatni       | Polen                  |
| 14                 | Anna Croci / Luca Mantovani                 | Italien                |
| 15                 | Monika Mandiková / Oliver Pekar             | Tschechoslowakei       |
| 16                 | Regina Woodward / Csaba Szentpétery         | Ungarn                 |
| 17                 | Lynn Burton / Andrew Place                  | Vereinigtes Königreich |
| 18                 | Christelle Gauthier / Alberick Dalongeville | Frankreich             |
| 19                 | Kaoru Takino / Kenji Takino                 | Japan                  |
| Kür nicht erreicht |                                             |                        |
| 20                 | Ann Hall / Jason Blomfield                  | Vereinigtes Königreich |
| 21                 | Petra Zietemann / Frank Ladd-Oshiro         | BR Deutschland         |
| 22                 | Krisztina Kerekes / Gabor Kolescanszky      | Ungarn                 |
| 23                 | Diane Gerenscer / Bernard Columberg         | Schweiz                |
| 24                 | Monica MacDonald / Duncan Smart             | Australien             |
| 25                 | Petja Gawasowa / Nikolai Tonew              | Bulgarien              |

## Medaillenspiegel
| Platz | Land               | Gold | Silber | Bronze | Gesamt |
| ----- | ------------------ | ---- | ------ | ------ | ------ |
| 1     | Sowjetunion        | 2    | 1      | 2      | 5      |
| 2     | Kanada             | 1    | 1      | –      | 2      |
| 3     | Vereinigte Staaten | 1    | –      | 2      | 3      |
| 4     | Frankreich         | –    | 1      | –      | 1      |
| 4     | Japan              | –    | 1      | –      | 1      |